# Joke Cove
Die Joke Cove ist eine kleine Bucht nahe dem westlichen Ende Südgeorgiens. Als Nebenbucht der Elsehul liegt sie westlich der Landspitze The Knob.
Der Name der Bucht erscheint erstmals auf einer Landkarte der britischen Admiralität aus dem Jahr 1931. Der Benennungshintergrund ist nicht überliefert.